# Marina Lamus Obregón
Marina Lamus Obregón.  Nació en Oiba (Santander), Colombia. Investigadora y escritora. Dedicada al estudio del teatro colombiano.
Es coeditora y redactora del Museo de las Artes Escénicas de Colombia, en www.museartes.net

## Estudios
Realizó el Postgrado en Literatura Hispanoamericana del Instituto Caro y Cuervo, Seminario Andrés Bello, 1983. Es Magíster en Literatura Hispanoamericana del Instituto Caro y Cuervo, Seminario Andrés Bello (1988 – 1990).

## Premios y reconocimientos
2001: Becaria del Ministerio de Cultura en Artes Escénicas, con el estudio Compañías teatrales viajeras. Colombia siglo XIX. 
2012: Ganadora del Premio Nacional de Investigación Teatral, del Ministerio de Cultura, con el estudio En busca del Coliseo Ramírez. Primer teatro bogotano.  
2024: El Ministerio de las Culturas, las Artes y los Saberes le concedió la condecoración Medalla al Mérito Cultural. 
2024: El Ministerio de las Culturas, las Artes y los Saberes según Resolución 0488 del 4 de junio de 2024, le concedió el reconocimiento Trayectorias: reconocimiento a los aportes y legado de personas mayores de 70 años en los campos de las culturas, las artes y los saberes.

## Libros
Desde 1998 ha publicado sus investigaciones a través de publicaciones como libros, capítulos de libros, artículos y reseñas. Entre sus libros se pueden encontrar los siguientes títulos: Teatro en Colombia: 1831-1886. Práctica teatral y sociedad. Santafé de Bogotá: Planeta Colombiana Editorial S.A, 1998. Teatro siglo XIX. Compañías nacionales y viajeras. Bogotá: Círculo de Lectura Alternativa Ltda, 2004. Geografías teatrales en América Latina. Un relato histórico. Bogotá: Luna Libros, 2010. Traducido al francés por Jean-Claude Arnould, profesor emérito de la Université de Rouen-Normandie, Francia, con el título de Territoires du théâtre en Amérique latine. Un panorama historique. París: Classiques Garnier, 2024. Edificaciones teatrales. Repertorio de edificios y casas para el teatro en Colombia 1775-200. Bogotá: Fundación Mulato, 2024. 
Compiladora y redactora del estudio introductorio del libro: Dramaturgia colombiana contemporánea. Tomos I y II. México: Paso de Gato, 2013. Publicado con el apoyo del Ministerio de Cultura de Colombia.
Coordinadora para Colombia del proyecto “Análisis de la dramaturgia actual en español” (adae-3. 2015-2017), dirigido por el doctor José-Luis García Barrientos (Consejo Superior de Investigaciones Científicas), del Plan Nacional de Investigación y Desarrollo del Gobierno de España. Los resultados fueron publicados en el libro: García Barrientos, José-Luis. Análisis de la dramaturgia colombiana actual (2017). Madrid: Ediciones Antígona, S. L.

## Artículos
Desde 1992 hasta 2014 publicó artículos y reseñas de libros para el Boletín Cultural y Bibliográfico, de la Biblioteca Luis Ángel Arango, de Bogotá. Igualmente ha escrito artículos para otras revistas, tales como: A Teatro (Medellín), de la Asociación de los Trabajadores de las Artes Escénicas, Atrae, y de la Asociación Nacional de Directores Escénicos, Ande, Colombia. 